# デイヴィッド・ウォルペ
デイヴィッド・J・ウォルペ（David J. Wolpe, 1958年 - ）は、アメリカ合衆国のラビ、作家、教育者である。シナイ寺院のマックス・ウェブ上級ラビとして活動し、2012年にはニューズウィークによって「アメリカで最も影響力のあるラビ」に選出され、エルサレム・ポストにより世界で47番目に影響力のあるユダヤ人に選ばれる。

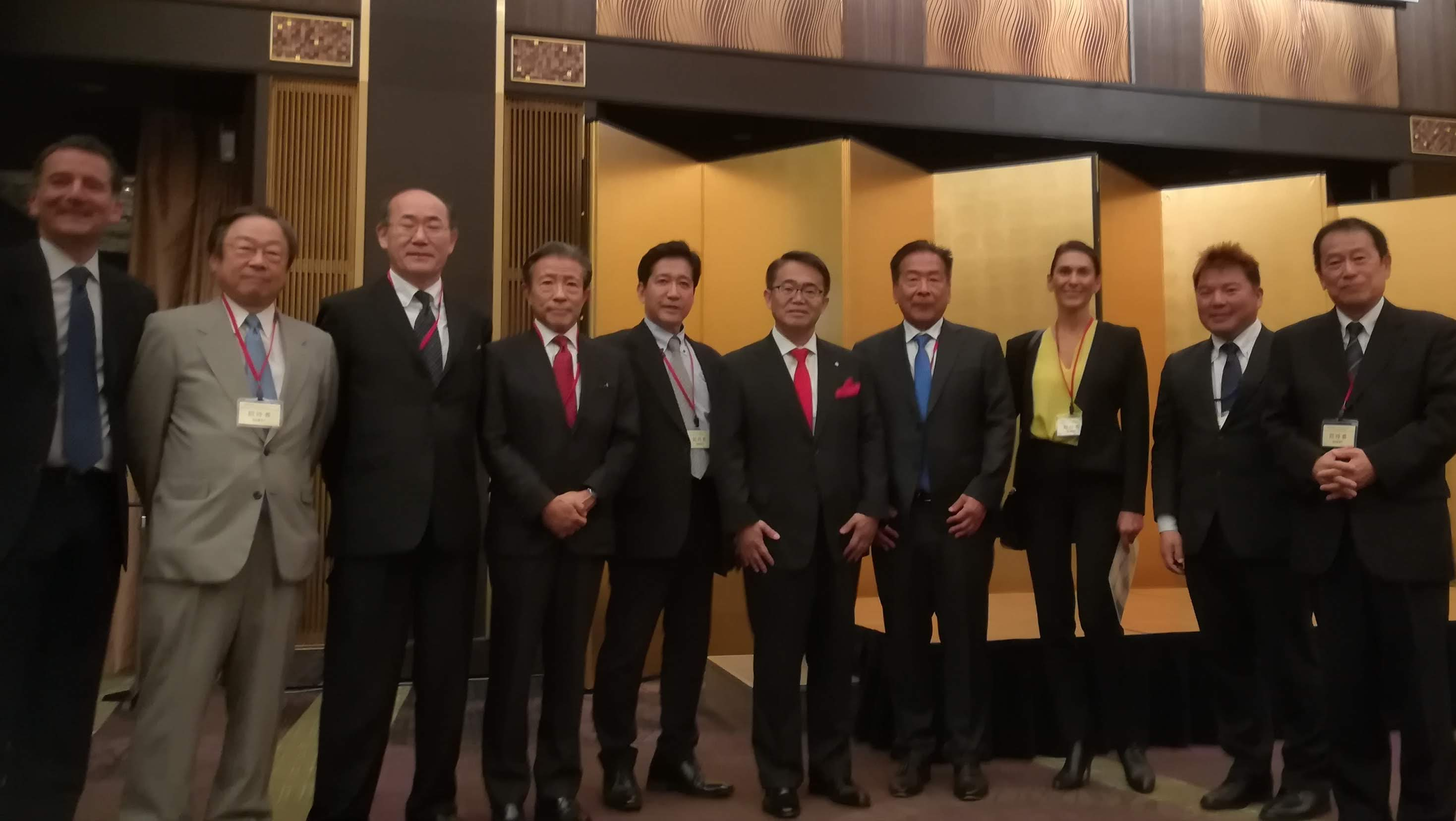
名古屋の瑞陵高校に愛知県が設置した杉原千畝広場のオープニングセレモニーのレセプションパーティで記念撮影した一行。大村秀章愛知県知事、古江孝治（最右）、杉原伸生（杉原千畝の四男、右から4人目）エシン（杉原伸生の妻）、デイビッド・ウォルペ（米国のラビ、最左）、榊原平（右から2番目）2018年10月12日撮影

## 経歴
ウォルペは1958年にアメリカで生まれた。1987年にニューヨーク市のユダヤ教神学院からラビに叙任された。その後、同校やロサンゼルスのアメリカ・ユダヤ大学、ハンター大学、UCLAなどで教鞭をとった。また、A&Eネットワークが制作した聖書に関するドキュメンタリー番組にも度々出演した。
ウォルペはニューヨーク・ジューイッシュ・ウィーク紙で25年間にわたって週刊コラムを執筆したほか、タイム.comやロサンゼルス・タイムズ、ワシントン・ポストのOn Faithウェブサイト、ハフポストなどでもコラムや記事を書いている。また、テレビ番組にも多数出演し、トゥデイ・ショーやフェイス・ザ・ネーション、ABC This MorningやCBS This Morningなどに登場した。さらに、PBSやA&E、ヒストリーチャンネルやディスカバリーチャンネルなどで放送された番組にも関わった。
ウォルペは8冊の本を著しており、その中でも全米ベストセラーとなった『Making Loss Matter: Creating Meaning in Difficult Times』が有名である。最新刊は『David: The Divided Heart』というタイトルで、2014年に全米ユダヤ図書賞のファイナリストに選ばれた。この本はワーナー・ブラザースによって映画化のオプションが取られている。
ウォルペはイスラエルへのミッションにも何度か参加している。2002年6月には第二次インティファダの最中に連帯ミッションに参加し、2005年5月には自身の脳腫瘍の手術からの回復を記念して制作されたトーラーを受け取るために感謝ミッションに参加した。2006年7月にはレバノン侵攻の最中にもう一度連帯ミッションに参加し、エルサレムやハイファ、スデロットなどを訪れた。

## ニューヨーク・タイムズで杉原千畝の活躍を紹介
2018年10月12日には、日本の愛知県の瑞陵高校で開催された杉原千畝広場の設置の記念式典で挨拶をし、ニューヨーク・タイムズにオピニオンを寄稿し、杉原千畝の活躍について紹介した。このオピニオンでは、「The Japanese Man Who Saved 6,000 Jews With His Handwriting What the astonishing Chiune Sugihara teaches us about moral heroism.」と題して、杉原千畝が第二次世界大戦中にリトアニアでユダヤ人にビザを発給し、ナチスから救ったことや、彼が救ったユダヤ人の子孫たちが世界中で活躍していることを称えている。また、ウォルペは杉原千畝に関する書籍や映画の紹介もしており、「彼は私たちに人間性や勇気や慈悲を教えてくれる」と述べている。

## 著書
- The Healer of Shattered Hearts: A Jewish View of God (1990)
- In Speech and in Silence: The Jewish Quest for God (1992)
- Teaching Your Children About God: A Modern Jewish Approach (1994)
- Why Be Jewish? (1995)
- The Book of the Jewish Year (1996)
- Floating Takes Faith: Ancient Wisdom for a Modern World (2004)
- Making Loss Matter: Creating Meaning in Difficult Times (2007)
- Why Faith Matters (2008)
- David: The Divided Heart (2014)